# La cripta de los capuchinos
La cripta de los capuchinos (título original Die Kapuzinergruft) es una novela de Joseph Roth publicada en 1938 en los Países Bajos, y que consagró el autor a las cumbres de la literatura mitteleuropea. La novela se encuadra en el ámbito de la finis Austriae es decir en el periodo de decadencia del Imperio austríaco que había supuesto un crisol de las artes, culturas y religiones más diversas en el corazón del Europa, y concluyó en la definitiva disolución de la identidad austríaca tras ser conquistada por la Alemania nazi.

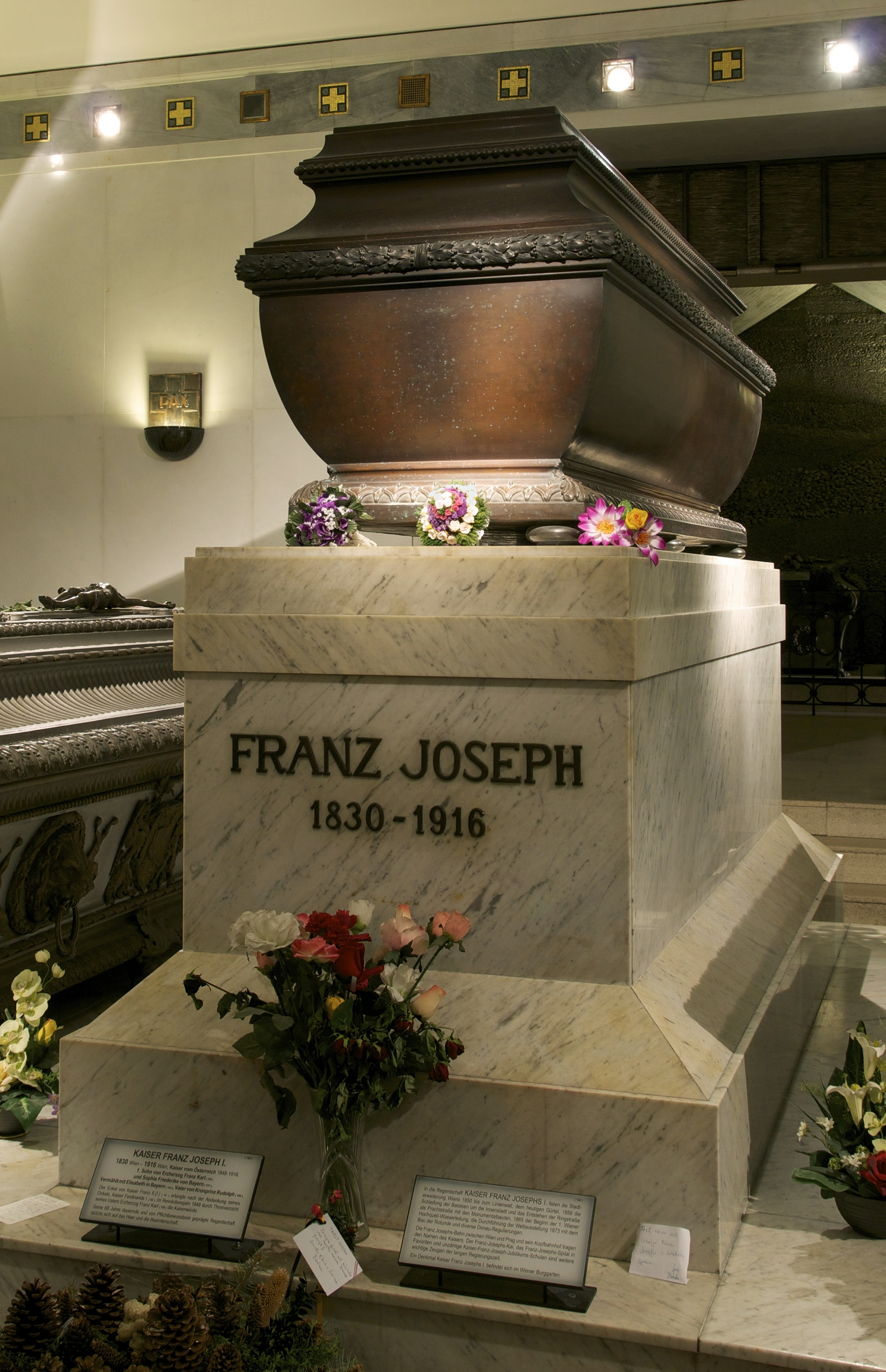
La tumba del emperador Francisco José I en la cripta de los capuchinos de Viena.

## Trama
La novela, continuación ideal de La marcha Radetzky, se centra en Francisco Fernando Trotta, primo del protagonista de la otra novela (pero que nunca había sido mencionado en ella), y último heredero de la familia del "héroe de Solferino". Francisco vive en la Viena despreocupada de los jóvenes adinerados y aristócratas, pero también está fascinado, sin poder confiarlo, por miedo a la burla, por la sencillez de un mundo que se desvanece. Mundo encarnado por el lejano pariente pobre José Branco, tostador y vendedor ambulante de castañas, y por su amigo Manes Reisiger, un cochero judío. Poco antes del estallido de la Primera Guerra Mundial, Trotta abandona la capital y marcha a Zlotogrod, en Galicia, donde vive Manes Reisiger, allí se encuentra en el momento de la declaración de la Gran Guerra. Llamado a filas pide ser transferido de la prestigiosa caballería de los dragones a un regimiento de infantería, para de este modo estar con aquellos que siente que son sus verdaderos amigos: Branco y Reisiger. 
Antes de partir hacia el frente, Trotta decide casarse con Isabel, una joven burguesa a la que corteja desde hace tiempo, aunque cuando se lo comunica a su madre, a la que él adora, esta le manifiesta su desaprobación. Pero el día de la luna de miel (solo disponía de dieciséis horas de permiso) Francisco prefiere, antes de reunirse con su esposa en el hotel, comienza a charlar con Jacobo, el anciano y fiel sirviente. La conversación se alarga, pero además el anciano sufre un ataque al corazón y lo acompaña hasta que muere, sin llegar a comunicarle a su mujer los que sucede.  Isabel queda profundamente ofendida por el comportamiento de su marido y regresa a Viena dejándole una breve nota. 
Trotta no queda particularmente impresionado por el gesto de Isabel y le responde enviándole simplemente una nota con su firma. Después de llegar con un accidentado viaje a la compañía a la que está destinado en el frente oriental, Francisco pronto es capturado por los rusos junto con sus dos amigos. Durante la marcha de traslado a Siberia, que dura seis meses, Trotta se hace amigo de un oficial cosaco, que ayuda a los tres a escapar indicándoles un lugar donde encontrar refugio. Sin embargo, la convivencia resulta complicada; cuando se produce un altercado entre los dos amigos del protagonista; la persona que los ha acogido considera que estando enemistados entre ellos no pueden seguir allí; de modo que la única posibilidad de supervivencia supone devolver a los prisioneros a los rusos. Con la ayuda del oficial que custodia a los prisioneros Francisco escapa, pero no así sus dos amigos que continúan prisioneros . 
Terminada la guerra Francisco regresa a su tierra natal. Pero Viena,  ya no es la misma, la guerra ha dejado sus huellas, especialmente en la pequeña nobleza que se encuentra sin ocupación y en apuros económicos. Quien parece haber hecho fortuna es el suegro que, con su hija Isabel y una íntima amiga, ha comenzado recientemente una actividad de arte aplicado que atrae enormemente a Isabel. También parece haber una relación entre Isabel y su amiga, pero Trotta no se escandaliza, tanto es así que una noche logra finalmente tener su primera relación con su esposa y lentamente la aleja de esa amiga. Se asocia con su suegro para disponer de los fondos de la hipoteca de la casa, pero el negocio no acaba de salir adelante. De hecho, la empresa se ve obligada a cerrar en poco tiempo. Trotta tiene un hijo con Isabel y para mantenerse adaptan como pensión, una parte de la casa solariega, donde principalmente son bienvenidos sus amigos sin dinero y derrotados por un "nuevo mundo" y en el que no pueden encajar. 
La anciana madre, que siempre ha sido el modelo de referencia de la joven Trotta, se adapta a esta nueva realidad encariñándose con nieto y aceptando de algún modo a su nuera. Isabel, sin embargo, no resiste esta vida burguesa y sueña con convertirse en actriz. Pero el nazismo también ha arraigado en Austria y, en la noche de la toma del poder, Trotta se encuentra perplejo vagando solo en Viena con el deseo de visitar la Cripta de los Capuchinos, donde descansa "su" emperador Francisco José I, símbolo de un pasado que también está ya muerto y enterrado.

## Recepción
En el borrador previo, que envió a su editor el 5 de agosto de 1938, Roth declaró que la novela era una continuación de La marcha Radetzky y se refería a "la devoción de Austria por Prusia". No cabe duda de que en La marcha Radetzky el autor trató de reflejar sus sentimientos ante la disolución de Austrohungría; pero esta exposición no quedó agotada en esta novela, no extraña por tanto que, en plena madurez, y en un momento en que su país se diluía en la Alemania nazi, sintiese la necesidad de ampliar su relato; sin que le importase la necesidad de inventar un personaje -Francisco Fernando, un primo de Carl Joseph, el protagonista de su anterior novela, que no tenía encaje en la historia que había relatado, pues el héroe de Solferino solo tuvo un hijo, el padre de Carl Joseph.
La recepción de esta nueva novela siguió la estela de La marcha Radetzky, y su contenido completa el de aquella y permite entender que no contienen una imagen idealizada de la Imperio de los Habsburgo, una "utopía revertida", ni suponen un escapismo del autor, sino que muestra un intento de comprender las razones del fracaso del imperio.

## Ediciones
- Die Kapuzinergruft, De Gemenschap, Bilthoven, 1938.
- No hay tiempo para el amor, LARA, Barcelona, 1951. Traducción de Mercedes Soler.
- La cripta de los capuchinos, Sirmio, Barcelona, 1991. Traducción de Jesús Pardo.
- La cripta de los capuchinos, El Acantilado, Barcelona, 2006. Traducción de Jesús Pardo.
- La Cripta de los Capuchinos, Cátedra, Madrid, 2020. Traducción, introducción y notas de David Pérez Blázquez.
- La Cripta de los Capuchinos, Alianza, Madrid, 2020. Traducción de Roberto Bravo de la Varga.
- The emperor's tomb, Chatto & Windus, London, 1984. Traducción de John Hoare

## Adaptación cinematográfica
- 1971: Trotta, película alemana realizada por Johannes Schaaf, con András Bálint en el papel de Francisco Fernando Trotta